# Choros nr. 9
Choros nr. 9 is een compositie van de Braziliaanse componist Heitor Villa-Lobos. Het werk maakt deel uit van een serie van 15 à 16 werken met dezelfde naam, afhankelijk van de geraadpleegde bron. De naam is dan ook het enige bindmiddel tussen de werken, er zijn meer verschillen dan overeenkomsten. Ten tijde van de voltooiing van nummer 9 waren 1 tot en met 8 en 10 en 11 al klaar.
Choros nr 9 is geschreven voor symfonieorkest:
- 1 piccolo, 2 dwarsfluiten, 2 hobo’s, althobo, 3 klarinetten, 1 basklarinet, 2 fagotten, contrafagot;
- 4 hoorns, 4 trompetten, 4 trombones, 1 tuba;
- pauken; tamtam, bombo, tambor, tambor surdo, camisao (large and small), pio, triangel, reco, tartaruga, cax, cho (metal and wood), xylofoon, vibrafoon, celesta, 2 harpen
- violen, altviolen, celli en contrabassen.

De muziek is in tegenstelling tot andere werken van de componist duidelijk Braziliaans. Met een batterij percussie-instrumenten kan het niet uitblijven dat Zuid-Amerikaanse ritmes de dienst uitmaken. Villa-Lobos zelf schreef dat zijn negende pure muziek moest zijn en niet zoals Choros nr. 8 programmamuziek; de muziek moest dus op zichzelf staan.
De eerste uitvoering vond plaats in juli 1942 in het Teatro Municipal in Rio de Janeiro; het orkest van het theater stond onder leiding van de componist. De componist dirigeerde het werk later op 8 februari 1949 voor het New York Philharmonic Orchestra; de recensent van de New York Times vond het langdradig en structuurloos.

## Bron en discografie
- Opname BIS Records; Sao Paolo Symphony Orchestra o.l.v. John Neschling (opname 2003);
- Opname Naxos: Hong Kong Philharmonisch Orkest o.l.v. Kenneth Schermerhorn (opname jaren 80)

## Bron
- de compact discs
- Villa-Lobos-site
- boek David P. Appleby Heitor Villa-Lobos ; A Life